# Coelacanthiformes
De Coelacanthiformes vormen een orde van kwastvinnige vissen. Van deze orde zijn vijf families bekend, waarvan vier alleen als fossiel en een familie, de Latimeriidae of coelacanten met merendeels fossiele geslachten, maar ook een geslacht met nog levende soorten, de gewone coelacant (Latimeria chalumnae) uit het westen van de Indische Oceaan en de Indonesische coelacant (Latimeria menadoensis) uit de wateren rond Sulawesi. Mogelijk vormen de populaties uit Zuid-Afrika een derde soort.
- Orde Coelacanthiformes
  - 
    - Familie Whiteiidae († Trias)
      - Piveteauia †
      -  Whiteia †

    - Familie Rebellatricidae († Trias)
      -  Rebellatrix †

    -  Familie Coelacanthidae †
      - Axelia †
      - Coelacanthus †
      - Indocoelacanthus †
      -  Wimania †

  -  Onderorde Latimerioidei †
    - Familie Mawsoniidae († Trias en Jura)
      - Alcoveria †
      - Axelrodichthys †
      - Chinlea †
      - Diplurus †
      - Garnbergia †
      - Mawsonia †
      -  Parnaibaia †

    -  Familie Latimeriidae (Coelacanten)
      - Foreyia †
      - Holophagus †
      - Latimeria
        - Latimeria chalumnae (gewone coelacant)
        -  Latimeria menadoensis (Indonesische coelacant)

      - Libys †
      - Macropoma †
      - Macropomoides †
      - Megacoelacanthus †
      - Swenzia †
      - Ticinepomis †
      -  Undina †